# Schwarzach, Vorarlberg
Schwarzach är en ort och kommun i distriktet Bregenz i förbundslandet Vorarlberg i Österrike.